# Ласёб-Пропр
Ласёб-Пропр (фр. Lasseube-Propre) — коммуна во Франции, находится в регионе Юг-Пиренеи. Департамент — Жер. Входит в состав кантона Ош-Сюд-Уэст. Округ коммуны — Ош.
Код INSEE коммуны — 32201.

## География
Коммуна расположена приблизительно в 610 км к югу от Парижа, в 75 км западнее Тулузы, в 8 км к югу от Оша.
По территории коммуны протекает река Седон.

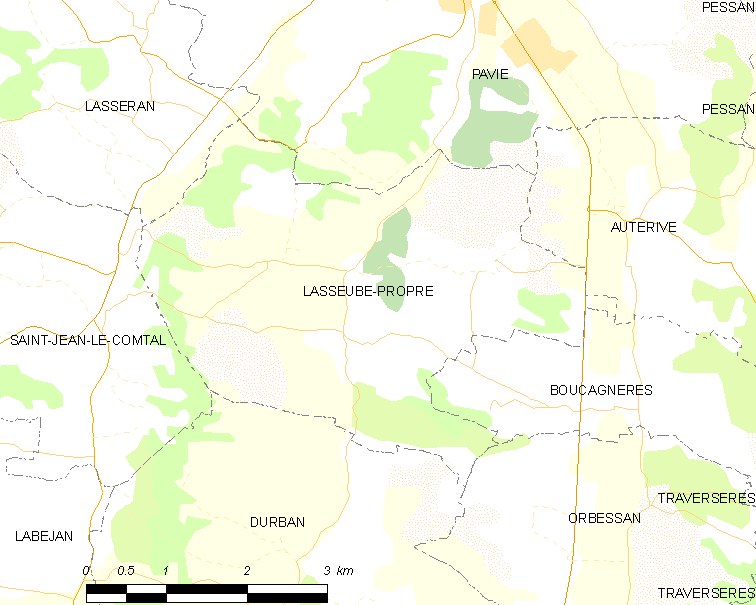
Карта коммуны

## Климат
Климат умеренно-океанический. Лето жаркое и немного дождливое, температура часто превышает 35 °С. Зимой часто бывает отрицательная температура и ночные заморозки. Годовое количество осадков — 700—900 мм.

## Население
Население коммуны на 2010 год составляло 337 человек.
| 1962 | 1968 | 1975 | 1982 | 1990 | 1999 | 2010 |
| ---- | ---- | ---- | ---- | ---- | ---- | ---- |
| 143  | 143  | 138  | 163  | 210  | 236  | 337  |

## Администрация
| Период | Период | Фамилия        | Партия | Примечания |
| ------ | ------ | -------------- | ------ | ---------- |
| 2001   | 2008   | Жильбер Лакарс |        |            |
| 2008   | 2020   | Андре Семпасту |        |            |

## Экономика
В 2010 году среди 221 человека трудоспособного возраста (15-64 лет) 163 были экономически активными, 58 — неактивными (показатель активности — 73,8 %, в 1999 году было 75,6 %). Из 163 активных жителей работали 158 человек (78 мужчин и 80 женщин), безработных было 5 (3 мужчин и 2 женщины). Среди 58 неактивных 23 человека были учениками или студентами, 27 — пенсионерами, 8 были неактивными по другим причинам.